# Estadio Egao Kenkō
El Estadio Egao Kenkō (えがお健康スタジアム Egao Kenkō Sutajiumu?), apodado KKWing, es un estadio multipropósito ubicado en la ciudad de Kumamoto, en la prefectura homónima en Japón. El estadio fue inaugurado en 1998 y posee una capacidad para 32 000 espectadores. El club Roasso Kumamoto disputa aquí sus partidos de la J2 League, además de juegos de la Top League.
El estadio sirvió como campo de entrenamiento a la Selección de fútbol de Bélgica durante la Copa Mundial de la FIFA de 2002. El 20 de enero de 2009 se disputó por primera vez en el estadio un partido de la Selección de fútbol de Japón en donde se enfrentó a su similar de Yemen en el marco de la Clasificación para la Copa Asiática 2011.
El estadio se utilizó como una de las sedes de la Copa Mundial de Rugby de 2019.

## Nombres
Su denominación oficial es Kumamoto Prefectural General Athletic Park Athletics Stadium (熊本県民総合運動公園陸上競技場?). El apodo KKWing proviene de las iniciales KK de Kyūshū y Kumamoto, y wing (ala) por la forma del techo similar al ala de un pájaro.
El estadio tuvo varios contratos por su derechos de denominación. En particular, en 2013 la empresa Yamada Wholesale Produce (山田青果卸売市場?) adquirió estos derechos por un período de 4 años, cambiando el nombre a Estadio Umakana Yokana (うまかな・よかなスタジアム?  abreviado うまスタ Uma Suta).
En 2017, el nombre del estadio se cambió a Egao Kenkou, luego de que la empresa Egao adquiriera los derechos de nombre.

## Galería

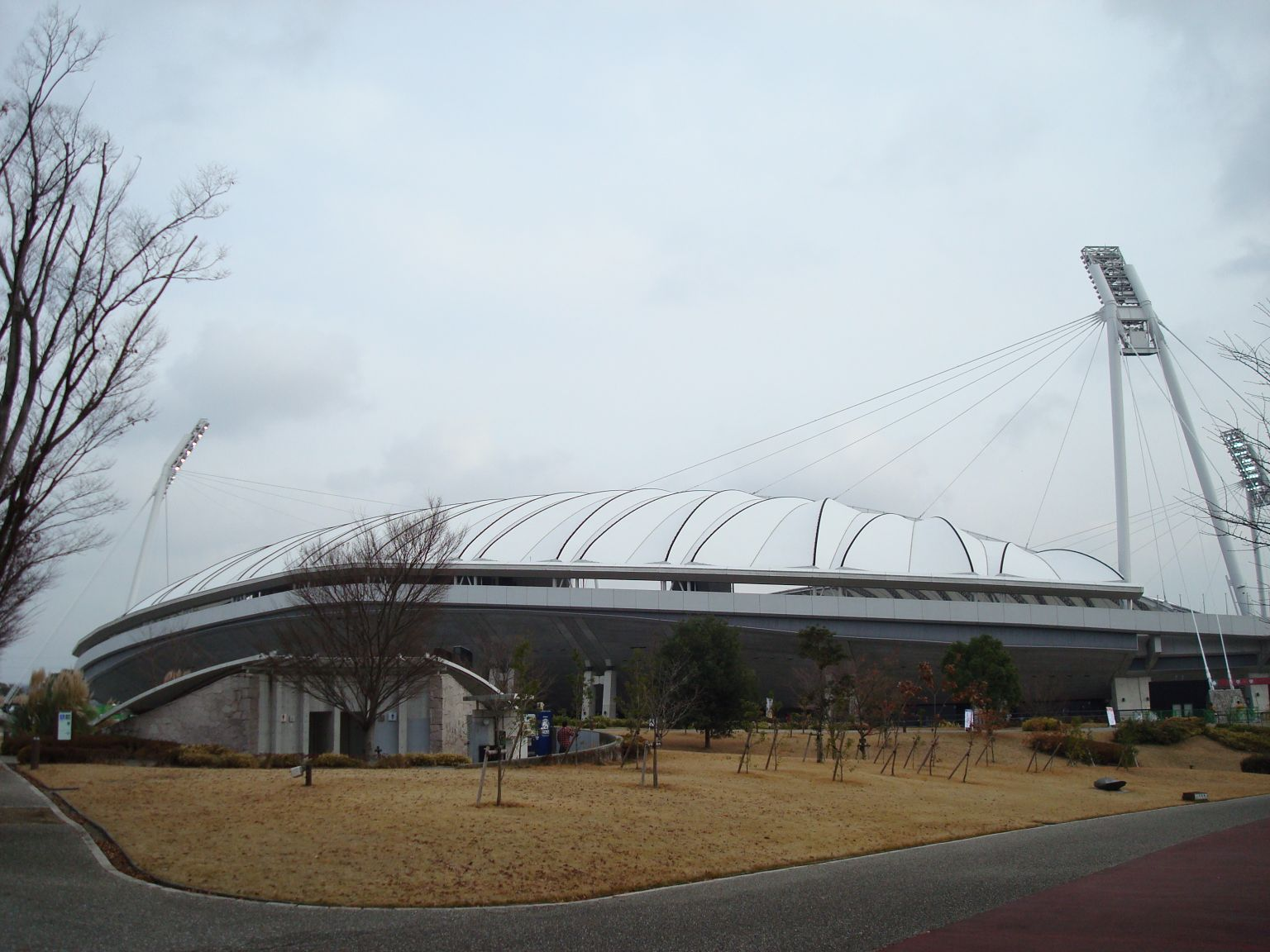
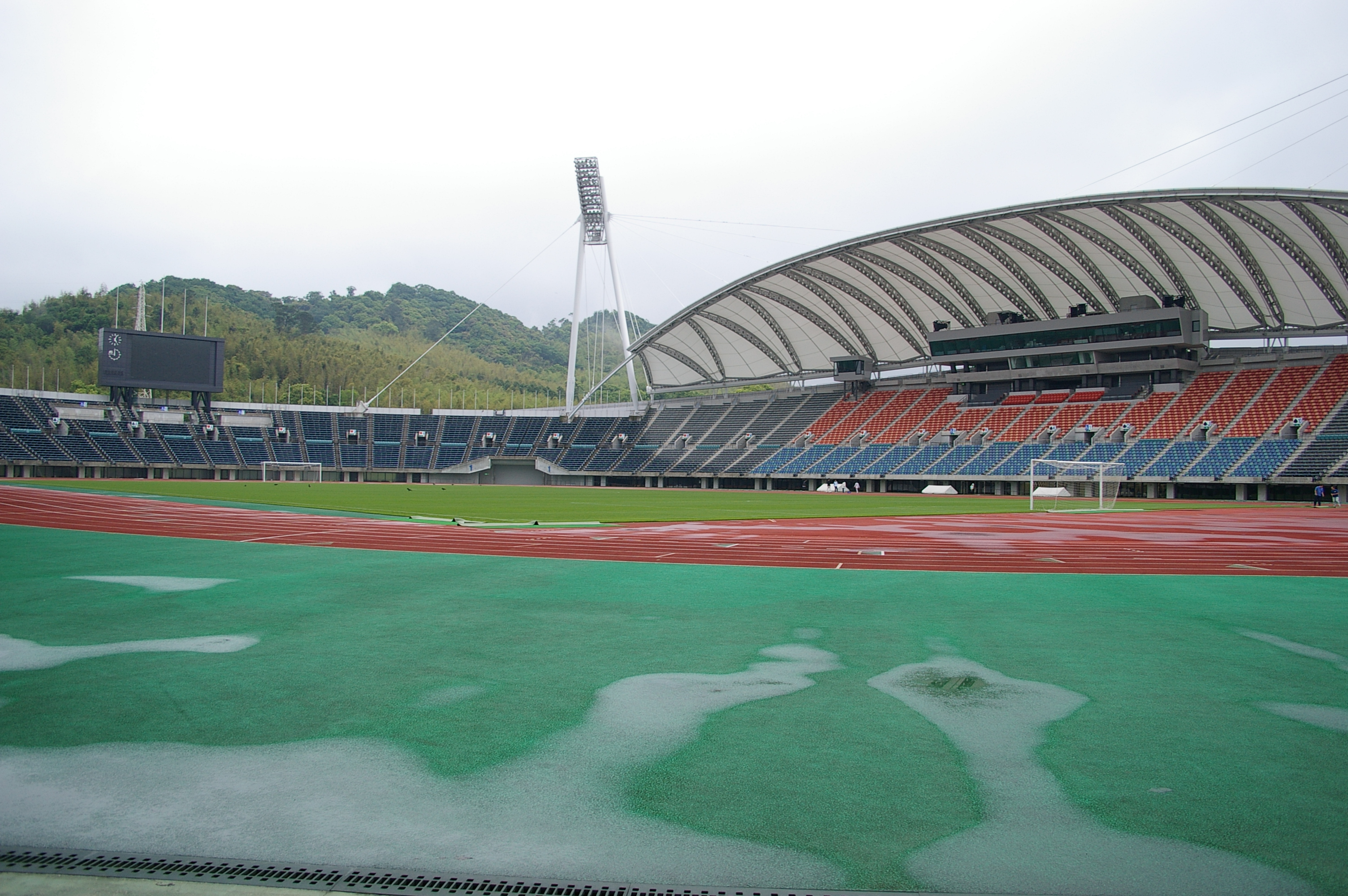